# Boxscher M-Test
Der Boxsche M-Test ist ein Verfahren aus der mathematischen Statistik. Er wurde 1949 von G. E. P. Box entwickelt und ist eine Erweiterung des Bartlett-Tests auf Gleichheit der Varianzen für den multivariaten Fall. Er wird in den multivariaten Verfahren angewendet, beispielsweise bei der Diskriminanzanalyse zum Test auf Gleichheit von Streuungen in den Gruppen.
Vorausgesetzt wird, dass die {\displaystyle m}-dimensionalen Daten in den {\displaystyle p} Gruppen multivariat normalverteilt sind: {\displaystyle {\mathcal {N}}(\mu _{k};\Sigma _{k})} mit Erwartungswertvektoren {\displaystyle \mu _{k}=(\mu _{k1},...,\mu _{km})} und Kovarianzmatrizen {\displaystyle \Sigma _{k}=(\sigma _{k;rs})_{r,s=1,...,m}} verteilt ({\displaystyle k=1,...,p}). 
Die Hypothese soll geprüft werden, dass alle Kovarianzmatrizen gleich sind, also
{\displaystyle H_{0}:\Sigma _{1}=\Sigma _{2}=...=\Sigma _{p}} vs. {\displaystyle H_{1}:} es gibt min. ein Paar {\displaystyle i} und {\displaystyle j} mit {\displaystyle \Sigma _{i}\neq \Sigma _{j}}.
Die Prüfgröße für den Test ist das so genannte M von Box,
{\displaystyle M=\gamma \sum _{k=1}^{p}(n_{k}-1)\cdot \log |S_{k}^{-1}\cdot S|}
wobei 
{\displaystyle \gamma =1-{\frac {2m^{2}+3m-1}{6\cdot (m+1)\cdot (p-1)}}\left(\sum _{k=1}^{p}{\frac {1}{n_{k}-1}}-{\frac {1}{n-p}}\right)}
als Korrektur dient. Die Kovarianzmatrix {\displaystyle \Sigma _{k}} wird aus den Beobachtungen, die zur Gruppe {\displaystyle k} gehören, geschätzt
{\displaystyle s_{k;rs}={\frac {1}{n_{k}-1}}\sum _{i=1}^{n_{k}}(x_{ir}-{\bar {x}}_{r})(x_{is}-{\bar {x}}_{s})}
und die gepoolte, also mittlere, Kovarianzmatrix durch  
{\displaystyle S={\frac {1}{n-p}}\sum _{k=1}^{p}(n_{k}-1)\cdot S_{k}.}
Bei jeweils genügend großem {\displaystyle n_{k}} ist die Prüfgröße annähernd Chi-Quadrat-verteilt mit {\displaystyle m(m+1)(p-1)/2} Freiheitsgraden. Wenn die {\displaystyle S_{k}} sich insgesamt sehr von {\displaystyle S} unterscheiden, wird der Wert der Prüfgröße hoch. {\displaystyle H_{0}} wird also beim Signifikanzniveau {\displaystyle \alpha } abgelehnt, wenn M größer ist als das {\displaystyle 1-\alpha }-Quantil der Chi-Quadrat-Verteilung mit {\displaystyle m(m+1)(p-1)/2} Freiheitsgraden.
Der Test reagiert sensitiv auf Verletzungen der Voraussetzung der mehrdimensionalen Normalverteilung.